# داستان دلفین
داستان دلفین (به انگلیسی: Dolphin Tale) فیلمی سینمایی محصول سال ۲۰۱۱ میلادی ایالات متحده آمریکا است. این فیلم بر اساس داستان واقعی دلفینی به نام وینتر ساخته شده‌است.
این دلفین در سال ۲۰۰۵ در سواحل فلوریدای آمریکا طی حادثه‌ای دم خود را از دست داد و با کمک پزشکان آکواریوم دریایی کلیرواتر توانست دوباره زندگی عادی خود را از سر بگیرد.
نیتن گمبل ،هری کانیک جونیور، اشلی جاد و مورگان فریمن از بازیگرانی هستند که در این فیلم نقش آفرینی کرده‌اند.
دنباله‌ای برای این فیلم نیز با عنوان داستان دلفین ۲ ساخته شده‌است که در سپتامبر سال ۲۰۱۴ اکران شد.

## خلاصهٔ داستان
فیلم با نمایش گروهی از دلفین‌ها در محل زندگی آن‌ها آغاز می‌شود. ماهیگیری که در نزدیکی دلفین هاست، بعد از برداشتن محتویات تور ماهیگیری اش، دوباره آن را به دریا می‌اندازد.
پسر بچه‌ای (که بعداً متوجه می‌شویم نامش سایر نلسون است) در هنگام دوچرخه سواری در ساحل ناگهان دلفینی را پیدا می‌کند که در تور خرچنگ‌گیری به دام افتاده است. او کمک خبر می‌کند و به زودی پزشکان آکواریوم دریایی کلیرواتر به رهبری دکتر کِلِی هَسکِت (هری کانیک جونیور) به محل حادثه می‌رسند و دلفین را همراه خود به آکواریوم می‌برند. دختر دکتر کلی، هِیزِل (کوزی زولسدورف)، که هم سن و سال سایر (نیتن گمبل) است، نام وینتر (زمستان) را برای دلفین انتخاب می‌کند؛ چون پیش از این دو دلفین دیگر با نام سامر (تابستان) و آتِمن (پاییز) از بیمارستان مرخص شده و به طبیعت برگشته‌اند و او معتقد است استفاده از این نام‌ها به بهبودی آن‌ها کمک می‌کند. او به سایر اجازه می‌دهد که به ملاقات وینتر بیاید. پدرش با این کار مخالف است اما بعد از این که متوجه می‌شود حال وینتر با دیدن سایر بهتر می‌شود، به او اجازه می‌دهد که به دیدن وینتر بیاید.
سایر که در امتحانات سال تحصیلی مردود شده، باید در کلاس‌های تابستانی شرکت کند. اما در کلاس‌هایش حاضر نمی‌شود و مرتب به دیدن وینتر می‌رود. مادر سایر، لورن (اشلی جاد)، متوجه این موضوع می‌شود، اما وقتی در میابد که رابطهٔ پسرش با وینتر باعث بهبود رفتار و روحیه او شده، چیزی که از پنج سال پیش به علت ترک خانواده توسط پدر سایر شاهدش نبوده، اجازه می‌دهد که او به عنوان یک داوطلب برای آکواریوم کار کند.
متاًسفانه دم وینتر در حادثه قطع شده‌است. او به زودی یادمی‌گیرد که چگونه بدون دم شنا کند. او به جای شنای عادی دلفین‌ها (حرکت دادن دم به چپ و راست) یادمی‌گیری که مانند کوسه (با حرکت دادن بدن خود به بالا و پایین) شنا کند. دکتر کلی بعد از آزمایشی با اشعهٔ ایکس متوجه می‌شود که این شنای غیرعادی در نهایت به مرگ وینتر ختم می‌شود. در همین زمان، پسر عموی سایر، کایل (آستین استوول) که قهرمان شناست، به دلیل از دست دادن پای راستش در میدان نبرد در اثر انفجار، به زادگاهش بازمی‌گردد. سایر از او خواهش می‌کند به دیدن وینتر برود. چند روز بعد سایر و مادرش به ملاقات کایل می‌روند که به یک آزمایشگاه ساخت اندام مصنوعی (پروتز) رفته تا معاینه شود و یک پای مصنوعی تحویل بگیرد. سایر از دکتر کمرون مک کارتی (مورگان فریمن) پزشک معالج کایل، خواهش می‌کند که دمی مصنوعی برای وینتر بسازد. دکتر قبول می‌کند که در طول تعطیلات آینده روی این پروژه کار کند. او از یک مؤسسه برای ساختن دم کمک می‌گیرد و تا زمان آماده شدن دم مصنوعی اصلی، خود یک مدل ساده از آن می‌سازد و به وینتر متصل می‌کند. اما وینتر دم را با کوبیدن آن به دیواره استخر نابود می‌کند. در همین زمان کایل حتی از قبل هم افسرده تر می‌شود، وقتی که متوجه می‌شود داناون پِک، دوست و هم تیمی سابقش در تیم شنا، رکورد او را شکسته است.
کمی بعد، آکواریوم کلیر واتر در نتیجهٔ یک طوفان سهمگین تا حدی ویران می‌شود. مدیران آکواریم که از قبل هم مشکلات مالی دارند، تصمیم می‌گیرند آن را تعطیل کنند و به یک بنگاه معاملات ملکی بفروشند. هم چنین قصد دارند که برای حیوانات آن، محل زندگی جدیدی پیدا کنند. اما همگی می‌دانند که نمی‌شود وینتر را با توجه به شرایطش جابه‌جا کرد. سایر با یک مادر و دختر روبرو می‌شود که برای دیدن وینتر مسافت زیادی را طی کرده‌اند. آن‌ها نیز از اندام مصنوعی استفاده می‌کنند و وینتر (که با وجود مصدومیت به زندگی خود ادامه می‌دهد) الهام بخش آن‌ها بوده‌است. سایر به بیمارستان بر می‌گردد و سعی می‌کند جلوی فروش بیمارستان را بگیرد. دکتر هسکت مخالفت می‌کند اما بعد از صحبت با پدرش، رید (کریس کریستوفرسون)، قبول می‌کند که سعی کند فروش بیمارستان را به تعویق بیندازد. در همین زمان کایل می‌پذیرد با داناوان پک مسابقه دهد. هم چنین او از یکی از دوستانش که گزارشگر یک شبکهٔ تلویزیونی است، خواهش می‌کند که مردم را از ماجرای زندگی وینتر و همین‌طور فروش بیمارستان مطلع کند.
دم مصنوعی اصلی بالاخره آماده می‌شود، اما وینتر آن را هم نابود می‌کند. سایر متوجه می‌شود که این خود دم نیست که وینتر را اذیت می‌کند، بلکه پلاستیک متصل به دم (که به پوست محل بریدگی وصل می‌شود) او را آزار می‌دهد. دکتر مک کارتی با کمک همکارانش یک ماده ژل مانند می‌سازد که به دم مالیده می‌شود و باعث می‌شود نرم‌تر شود. آن‌ها نام این ماده را، ژل وینتر می‌گذارند. پس از مالیدن ژل و اتصال یک دم دیگر، وینتر باز هم سعی می‌کند که آن را نابود کند، اما بعد از چند دقیقه به دم جدیدش عادت می‌کند.
در طی مراسمی به نام روز نجات وینتر، وینتر به رودخانه انداخته می‌شود. معلم کلاس تابستانی سایر، وقتی متوجه کار بزرگ او می‌شود، به سایر کمک می‌کند که در کلاس تابستانی قبول شود. ماهیگیری که در اول فیلم وینتر را پیدا کرده بود، چهل دلار در صندوق خیریه بیمارستان می‌اندازد. با کمک‌های خیریه، مدیران بیمارستان دیگر نیازی به فروش آن ندارند. کایل و داناوان در رودخانه مسابقه می‌دهند و کایل با کمک وینتر برنده می‌شود. سپس سایر به داخل رود شیرجه می‌زند و به همراه وینتر شنا می‌کند.
در پایان فیلم، صحنه‌هایی از رویدادهای واقعی، دم‌هایی که وینتر آن‌ها را نابود کرده و کارمندان واقعی آکواریوم دریایی کلیرواتر نمایش داده می‌شود.

## تفاوت‌های فیلم و رویدادهای واقعی
- در فیلم وینتر در نزدیکی ساحل کلیر واتر پیدا می‌شود. در واقعیت او در تالاب ماسکیتو، در جنوب ساحل نیو اسمیرنا پیدا می‌شود. او ابتدا به بیمارستان دریایی محلی و سپس به آکواریوم دریایی کلیرواترکه در سمت دیگر ایالت است ، منتقل می‌شود.
- در فیلم وینتر از ابتدا یک دلفین بالغ است، در حالی که سن او در زمان حادثه تنها دو ماه بوده‌است.
- در فیلم اظهار می‌شود که دم وینتر به دلیل گیر کردن در تور قطع شده است، اما در واقعیت نرسیدن خون کافی به دم به دلیل فشار تور باعث شده که قسمت بزرگی از دم به‌طور طبیعی بیفتدو قسمت باقیماندهٔ آن را کارمندان آکواریوم بعد از حادثه (به دلیل حفاظت از جان وینتر) قطع می‌کنند.
- در فیلم ساخته شدن دم مصنوعی تنها چند هفته زمان می‌برد، در حالی که در واقعیت فرایند ساخت یک دم مناسب و پیوند زدن آن به وینتر ماه‌ها زمان برد. ساخت دم توسط دکتر کوین کارول و دکتر دن اِسترزِمپکا از کلینیک هنگر انجام شده‌است.
- در فیلم وینتر در فصل تابستان پیدا می‌شود. اما در واقعیت او در آخرین روزهای فصل پاییز پیدا می‌شود و پس از چند روز بستری شدن در بیمارستان (و فرارسیدن زمستان) نام وینتر به معنی زمستان را برای او انتخاب می‌کنند.
- در فیلم طوفانی به نام لروآ باعث ویرانی بیمارستان می‌شود. هرگز طوفانی به این نام وجود نداشته که بخواهد باعث ویرانی بیمارستان شود.

## بازیگران
- نیتن گمبل در نقش سایر نلسون، پسری یازده ساله که اولین بار دلفین را پیدا می‌کند و به او کمک می‌کند که زندگی عادی اش را از سر بگیرد.
- وینتر در نقش خودش، دلفینی که طی یک حادثه دمش را از دست داده است.
- هری کانیک جونیور در نقش دکتر هسکت، سرپرست پزشکان آکواریوم دریایی کلیرواتر.
- مورگان فریمن در نقش دکتر کمرون مک کارتی، طراح اندام مصنوعی و دکتر معالج کایل، که برای وینتر دم مصنوعی می‌سازد.
- کوزی زولسدورف در نقش هِیزِل هسکت، دختر دکتر هسکت که یازده سال دارد.
- اشلی جاد در نقش لورن نلسون، مادر سایر که یک پرستار است.
- کریس کریستوفرسون در نقش رید هسکت، پدر دکتر هسکت و پدربزرگ هیزل.
- آستین استوول در نقش کایل کانلان، پسر عموی سایر
- جیم فیتز پاتریک در نقش مکس کانلان، پدر کایل و عموی سایر
- ری مک کینن در نقش آقای دویل، معلم سایر.
- مایکل رورک در نقش داناوان پک، دوست کایل که رکورد او را می‌شکند.
- فرانیسیس استرنهاگن در نقش گلوریا فارست
- آستین‌های اسمیت در نقش مربی حیوانات آکواریوم دریایی کلیرواتر.

## چند نکته در مورد فیلم
- وینتر واقعی در این فیلم نقش خودش را ایفا می‌کند.
- مورگان فریمن و نیتن گمبل هر دو قبلاً در فیلم شوالیه تاریکی به ایفای نقش پرداخته بودند ولی تا زمان فیلم برداری این فیلم با هم ملاقات نکرده بودند. در حالی که این فیلم چهارمین همکاری مورگان فریمن و اشلی جاد بود.
- نیتن گمبل و کوزی زولسدورف، دو بازیگر نوجوان فیلم هر دو به بیماری آسم مبتلا هستند و بنابراین بودن در آب برای زمان طولانی برایشان مشکل ساز است. با این حال آن‌ها بازی در این نقش‌ها را پذیرفتند و قبل از شروع فیلم برداری چند هفته کلاس‌های فشردهٔ شنا را گذراندند.
- عوامل فیلم رنگ موهای نیتن گمبل و کوزی زولسدورف را برای بازی در این فیلم تغییر دادند. موهای کوزی زولسدورف را قدری روشن‌تر کردند. رنگ مو و ابروهای نیتن گمبل را نیز از رنگ طبیعی اش (بور) به قهوه‌ای تیره تغییر دادند. این تغییر برای آن بود که نیتن گمبل به اشلی جاد شبیه تر شود.
- فیلم برداری فیلم سه ماه (روزی ۹/۵ ساعت) به طول انجامید. نیتن گمبل در تمام این مدت تنها یک روز مرخصی داشت! هم چنین وی مجبور بود هفته‌ای یک بار موهایش را رنگ کند.

## تولید
این فیلم در اصل در نسخهٔ سه بعدی فیلم برداری شد. مکان‌های فیلم برداری همگی در ایالت فلوریدا در کشور ایالات متحده آمریکا واقع شده‌اند، از جمله آکواریوم دریایی کلیرواتر.

## انتشار
فیلم در ۲۳ سپتامبر سال ۲۰۱۱ میلادی توسط شرکت‌های برادران وارنر و آلکان اینترتینمنت در آمریکای شمالی اکران شد. در روزهای بعد اکران جهانی فیلم شروع شد و این فیلم در نسخه‌های دو بعدی و سه بعدی اکران شد.
در بیستم دسامبر ۲۰۱۱ این فیلم در قالب دی‌وی‌دی و بلو ری انتشار یافت.

### فروش
این فیلم در هفتهٔ اول اکران با فروش تقریبی ۱۹ میلیون دلار بعد از فیلم‌های شیرشاه (سه بعدی) و مانی بال در رتبهٔ سوم قرار گرفت و در هفتهٔ دوم اکران با فروش تقریبی ۱۳ میلیون دلار در رتبهٔ اول قرار گرفت. در پنجم ژانویهٔ ۲۰۱۲ اکران فیلم پایان یافت.
با فروش ۷۲ میلیون دلار در ایالات متحده آمریکا و کانادا و فروش جهانی به مبلغ ۲۳ میلیون دلار، فیلم به فروش کلی ۹۵ میلیون دلار دست پیدا کرد.

### بازخوردها
فیلم بازخوردهای بسیار مثبتی دریافت کرد. وب گاه راتن تومیتوس اعلام کرد که ۸۲ درصد از ۱۰۶ منتقد دربارهٔ این فیلم نقد مثبت نوشته‌اند و به آن امتیاز ۶/۵ از ۱۰ داد. وب گاه متاکریتیک نیز بر اساس ۳۰ نقد نوشته شده بر این فیلم، امتیاز ۶۴ از ۱۰۰ را به آن داد.

### جوایز
نیتن گمبل و کوزی زولسدورف برای ایفای نقش در این فیلم نامزد دریافت جایزه شدند ولی هیچ‌کدام موفق به کسب جایزه نشدند.
| کاندید        | عنوان جایزه       | رشتهٔ                                                     | نتیجه  |
| ------------- | ----------------- | -------------------------------------------------------- | ------ |
| نیتن گمبل     | جوایز هنرمند جوان | بهترین نقش آفرینی در یک فیلم سینمایی- بازیگر نقش اول مرد | نامزدی |
| کوزی زولسدورف | جوایز هنرمند جوان | بهترین نقش آفرینی در یک فیلم سینمایی- بازیگر مکمل زن     | نامزدی |

## دنباله
در ۱۸ ژوئن سال ۲۰۱۳، کمپانی برادران وارنر اعلام کرد که دنباله‌ای برای فیلم داستان دلفین به نام داستان دلفین ۲ ساخته خواهد شد.
فیلم برداری داستان دلفین ۲ در اکتبر سال ۲۰۱۳ آغاز و در ژانویهٔ ۲۰۱۴ پایان یافت. این فیلم در سپتامبر ۲۰۱۴ اکران شد.